# Wheeler Hall
Wheeler Hall – budynek znajdujący się na terenie kampusu Uniwersytetu Kalifornijskiego w Berkeley w Kalifornii. Siedziba m.in. wydziału anglistyki. Od 1982 obiekt znajduje się w National Register of Historic Places (NRHP) i od 1986 w rejestrze zabytków w Berkeley. Swoją nazwę zawdzięcza Benjaminowi Ide Wheelerowi, rektorowi Cal w latach 1899–1919.

## Historia

Grupa studentów Cal na schodach przed Wheeler Hall (na zdj. w 1940)

Inicjatorem pomysłu budowy Wheeler Hall – która powstała w czasie rozwoju Uniwersytetu Kalifornijskiego (Cal) – był Benjamin Ide Wheeler (na jego cześć nadano nazwę budynkowi), rektor Cal, piastujący tę funkcję w latach 1899–1919. Za jego kadencji znacznie rozbudowano Uniwersytet i utworzono inne obiekty znajdujące się na kampusie, zaś on sam zatrudnił dziesiątki światowej sławy wykładowców. W roku akademickim 1899–1900, gdy Wheeler rozpoczynał swoją kadencję, liczba studentów w Berkeley w stanie Kalifornia wynosiła 1,988, a w latach 1914–1915 wzrosła do 5 tys. 848. W owym czasie brakowało multidyscyplinarnej przestrzeni do zajęć, większość wykładowców nie miała własnych biur na kampusie. Nie było też audytorium na potrzeby dużych wydarzeń odbywających się pod dachem.
W styczniu 1915 regenci zatwierdzili plan budowy dużego budynku (sali zajęciowej), zaprezentowany przez głównego architekta uniwersyteckiego, Johna Galena Howarda. Na miejsce dla Wheeler Hall (planowano, by odbywały się w niej zajęcia z nauk humanistycznych) wyznaczono obszar znajdujący się pomiędzy Doe Memorial Library (biblioteką uniwersytecką) a bramą Sather Gate (punkt orientacyjny, prowadzący do centrum kampusu). W ten sposób stała się częścią projektu centralnego kampusu Howarda – Classical Core, zbudowanego w latach 1900–1920.
Budowę rozpoczęto w sierpniu 1915. Koszt inwestycji wyniósł niecałe 716 tys. dolarów. Kamień węgielny wmurowano 23 marca 1916, w dniu podpisania dokumentu ustanawiającego Uniwersytet (ang. Charter Day). W styczniu 1917 obiekt otwarto, z wyjątkiem audytorium, które ukończono dwa miesiące później. Wheeler Hall posiadała 126 pokoi oraz audytorium na 1000 miejsc. Na czwartym, najwyższym piętrze budynku mieściły się biura wydziału, a pokrytą granitem fasadę przyozdobiono kolumnami jońskimi, urnami z girlandami kwiatowymi oraz aegikranionami i płomieniami – aby symbolizowały światło nauki.
W maju 1917, po przystąpieniu Stanów Zjednoczonych do udziału w I wojnie światowej, 15 maja zburzono uniwersytecką Old North Hall, a jej następczynię, Wheeler Hall, reklamowano podczas ceremonii jako „wojenny symbol nadziei”. Profesor George C. Edwards mówił, że „w wyniku zniszczenia Old North Hall powstaje nowsza, lepsza i piękniejsza Wheeler Hall”.
Audytorium było miejscem wystawiania spektakli grupy Little Theater,  wspomaganej przez organizację Associated Students (wspierającą także szereg innych inicjatyw pozalekcyjnych, w tym gazetę kampusową i chór). Na scenie pierwsze aktorskie doświadczenie zdobywał Gregory Peck (w sztukach Rain from Heaven, Moby Dick i Anna Christie), student Cal, późniejszy laureat Oscara. Audytorium uległo częściowemu zniszczeniu w pożarze ze stycznia 1969. Odbudowano je w następnym roku. W latach 70. XX wieku było ono miejscem dla kilku ważnych przemówień i wydarzeń; m.in. profesor Ernest Lawrence otrzymał tu w 1940 nagrodę Nobla w dziedzinie fizyki (trwająca II wojna światowa uniemożliwiła mu wyjazd do Szwecji), Martin Luther King przemawiał w 1957, a César Chávez wygłosił przemówienie w okresie Cinco de Mayo w maju 1975.
25 marca 1982 Wheeler Hall wpisano do National Register of Historic Places (NRHP). Od 13 stycznia 1986 figuruje również w rejestrze zabytków w Berkeley w Kalifornii (na liście znajduje się pod nazwą Benjamin Ide Wheeler House & Garden).

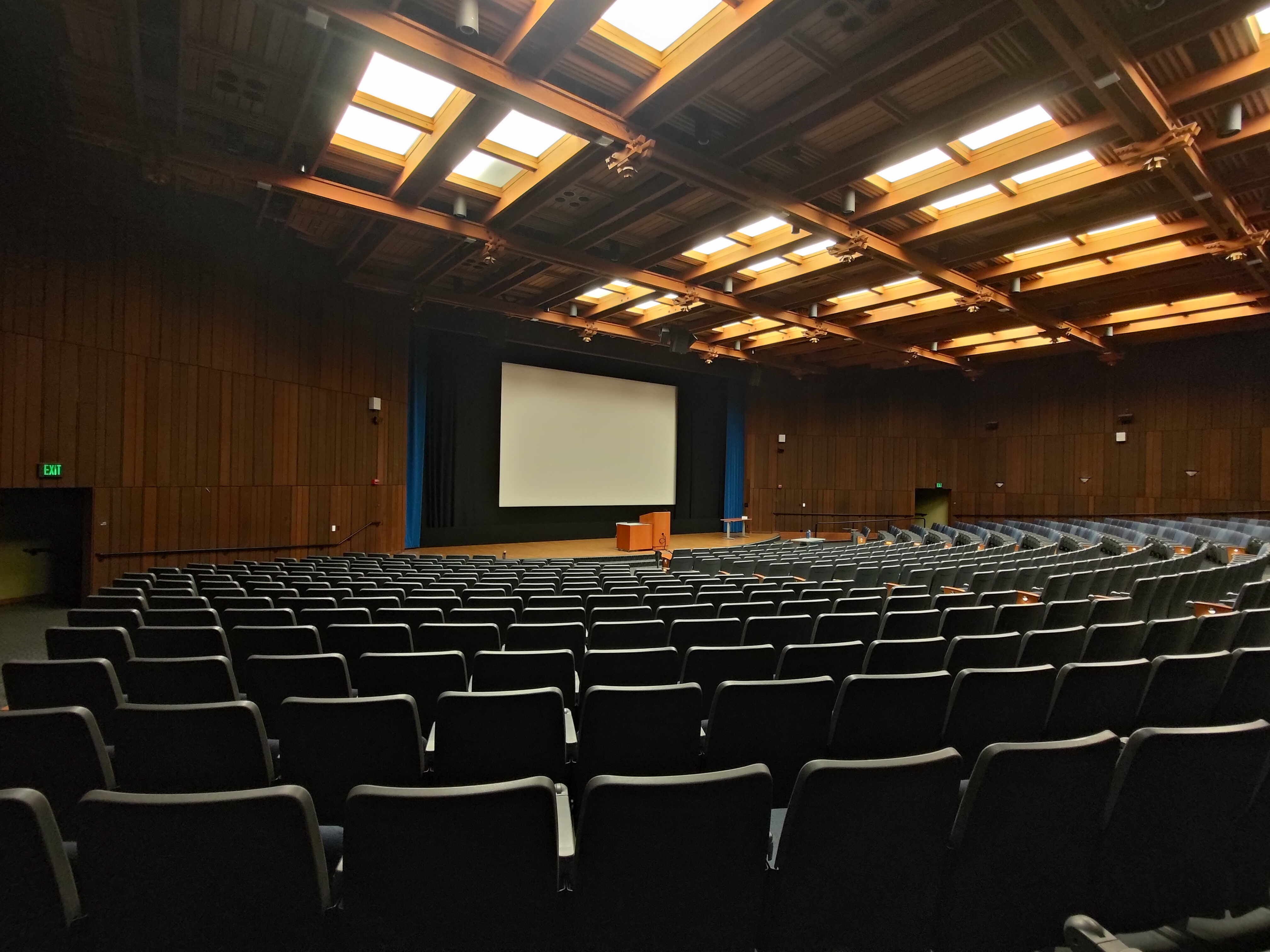
Wnętrze Wheeler Hall (2024)

### Obecnie

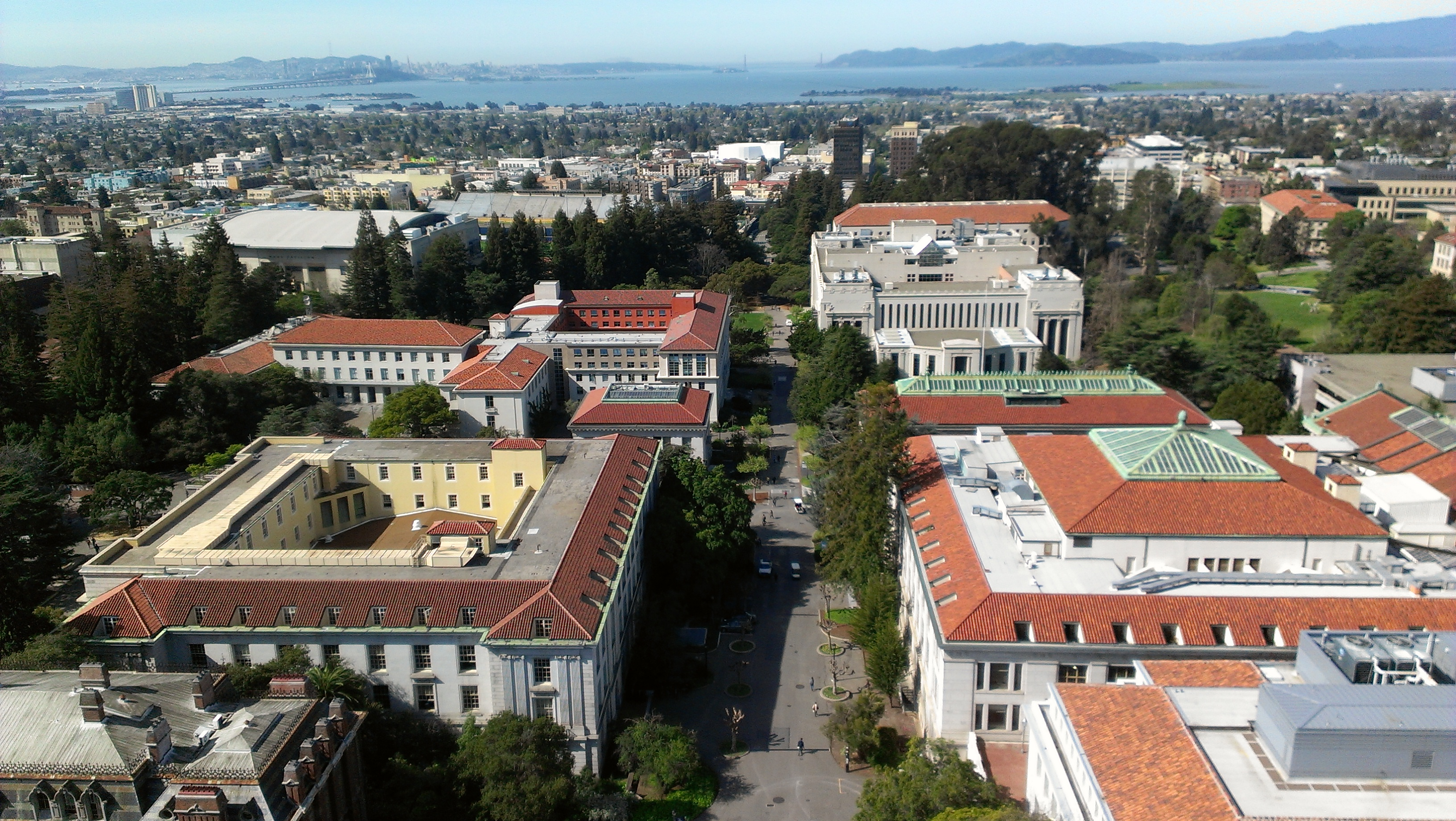
Widok na kampus Uniwersytetu, w tym na Wheeler Hall (2015)

Od maja 2016 do sierpnia 2017 przeprowadzono gruntowny remont obiektu. Projekt odnowy przygotował dział konstrukcyjno-projektowy Berkeley Real Estate, zaś Berkeley Capital Renewal sfinansowało całe przedsięwzięcie. Zainstalowano m.in. nowy system ogrzewania i klimatyzacji, wymieniono pokrycia dachowe oraz hydroizolację. Unowocześniono również systemy telekomunikacyjne. Aby poprawić dostępność budynku, zamontowano nowe windy. Ze względu na historyczne walory zabytkowego budynku zachowano niektóre elementy: m.in. okna z zachodniego czerwonego cedru – które odnowiono, pomalowano i uszczelniono – oraz oryginalne, drewniane drzwi do biur na czwartym piętrze, wychodzące na lukarny (poddano je naprawie).
Po przebudowach pojemność audytorium wynosi 732 miejsca. Znajdujące się w obiekcie sale zajęciowe stanowią około dziesięć procent ogółu sal na terenie kampusu. W budynku mieści się m.in. wydział anglistyki, a także placówki kilku jednostek kampusu, w tym oferujące program dla studentów niepełnosprawnych (ang. Disabled Students’ Program; DSP). Nowym miejscem, utworzonym w ramach projektu rewitalizacji, jest sala 212. Dużą, otwartą przestrzeń uzyskano poprzez usunięcie kilku ścian. Jest ona dostępna dla wykładowców i umożliwia prowadzenie zajęć projektowych i hybrydowych, które łączą naukę cyfrową z tradycyjną.